# Jazz (album)
Jazz je sedmi album britanskog rock sastava "Queen" koji je izdan 10. studenog 1978. godine.
Ovo je prvi album sniman izvan UK, sniman je u studijima "Mountain Studios" u Montreuxu, Švicarska i "Super Bear" u Nici, Francuska. Album je uz sastav producirao Roy Thomas Baker, nakon trogodišnje stanke u radu s "Queenom".
Na albumu se mogu naći različiti glazbeni stilovi, kao na primjer disco funk ("Fun It"), hard rock ("Dead On Time") ili country stil ("Fat Bottomed Girls"). Zanimljivo je da niti jedna pjesma na albumu nije napisana u jazzerskom stilu.

### Popis pjesama
1. "Mustapha" (Mercury) – 3:01
2. "Fat Bottomed Girls" (May) – 4:16
3. "Jealousy" (Mercury) – 3:13
4. "Bicycle Race" (Mercury) – 3:01
5. "If You Can't Beat Them" (Deacon) – 4:15
6. "Let Me Entertain You" (Mercury) – 3:01
7. "Dead on Time" (May) – 3:23
8. "In Only Seven Days" (Deacon) – 2:30
9. "Dreamer's Ball" (May) – 3:30
10. "Fun It" (Taylor) – 3:29
11. "Leaving Home Ain't Easy" (May) – 3:15
12. "Don't Stop Me Now" (Mercury) – 3:29
13. "More of that Jazz" (Taylor) – 4:16
14. "Fat Bottomed Girls" (1991 Remiks Briana Maloufa) - 4:22
15. "Bicycle Race" (1991 Remiks Juniora Vasqueza) - 4:59

- Pjesme 14. i 15. objavljene su na CD izdanju "Hollywood Recordsa" iz 1991. godine.

## Pjesme
1. Mustapha (Mercury) - Pjesma je napisana dijelom na engleskom i dijelom na perzijskom jeziku. Objavljena je kao singl 1979. godine u Boliviji, Njemačkoj, Španjolskoj i Jugoslaviji. U nastupima uživo Mercury je često započinjao riječima ove pjesme "Allah will pray for you" te nastavljao "Mama, just killed a man..." (Bohemian Rhapsody). Ponekad je sastav izveo pjesmu u cijelosti.
2. Fat Bottomed Girls (May) - Pjesma na ironičan način prikazuje seksualnu orijentaciju pjevača Freddija Mercuryja. Objavljena je 1981. godine na kompilaciji "Greatest Hits" i 1997. godine na kompilaciji "Queen Rocks".
3. Jealousy (Mercury) - Sve vokale otpjevao je Freddie Mercury. Pjesma je objavljena kao singl 1979. godine u SADu, Kanadi, Brazilu, Novom Zelandu i SSSR-u.
4. Bicycle Race (Mercury) - Pjesma je objavljena kao singl 13. listopada 1978. godine. Prilikom promocije singla sastav je na pozornici organizirao utrku s 56 golih djevojaka na biciklima i to su snimili kao glazbeni spot. Spot je zabranjen. Pjesma je objavljena na kompilaciji "Greatest Hits" iz 1981. godine.
5. If You Can't Beat Them (Deacon) - Hard rock pjesma koju je napisao Deacon. May je odsvirao sve dionice na gitari uključujući solo u trajanju od preko dvije minute, što je jedno od najdužih soliranja na gitari u nekoj "Queenovoj" pjesmi.
6. Let Me Entertain You (Mercury) - Mercury je naslov pjesme "(Dopustite mi da vas zabavim)" uputio izravno publici. Riječima "We'll sing to you in Japanese" ("Pjevat ćemo vam na japanskom") upućuje na Mayovu pjesmu "Teo Torriatte (Let Us Cling Together)" objavljenu 1976. godine na albumu "A Day at the Races". Dionica na gitari ponovno je iskorištena u pjesmi "The Hitman" koja je objavljena na albumu Innuendo iz 1991. godine.
7. Dead on Time (May) - Jedna od Heavy metal pjesama sastava na kojoj May brzo i agresivno svira svoju gitaru, kao i Taylor bubnjeve. Sastav nikada pjesmu nije izveo uživo, ali je May tijekom turneje za album odsvirao dio pjesme dok je solirao na gitari. "Dead on Time" podsjeća na "Keep Yourself Alive" s prvog albuma, čak se i pojavljajuju te riječi na kraju pjesme, prethodeći Mercuryjevom urlanju "You're dead!"
8. In Only Seven Days (Deacon) - Deaconova pjesma koja podsjeća na njegovu prethodnu "Spread Your Wings". Deacon je odsvirao dionice na električnoj i akustičnoj gitari.
9. Dreamer's Ball (May) - Pjesma je posvećena Elvisu Presleyju koji je umro prethodne godine. Aranžman za koncertnu verziju pjesme u potpunosti je drugačiji, s Mayovim i Taylorovim vokalima.
10. Fun It (Taylor) - Pjesma s elementima funk i disco glazbe. Uz Mercuryja pjeva i Taylor, koji je odsvirao sve instrumente.
11. Leaving Home Ain't Easy (May) - Mayova balada koju je i otpjevao.
12. Don't Stop Me Now (Mercury) - Jedna od najpoznatijih pjesama sastava. Objavljena je kao singl 26. siječnja 1979. godine i dospjela je na deveto mjesto singlova u UK. 1981. godine objavljena je na kompilaciji "Greatest Hits".
13. More of that Jazz (Taylor) - Taylorova hard-rock pjesma s gorkim komentarima o trenutnoj društvenoj situaciji. Taylor je otpjevao i odsvirao gotovo sve instrumente. Na kraju su upotrijebljeni dijelovi pjesama s ovog albuma: "Dead on Time", "Bicycle Race", "Mustapha", "If You Can't Beat Them", "Fun It" i "Fat Bottomed Girls".

## Top ljestvica albuma
| Država     | Top ljestvica    | Top ljestvica | Prodaja    | Prodaja    |
|            | Najviša pozicija | Tjedana       | Naklada    | Primjeraka |
| ---------- | ---------------- | ------------- | ---------- | ---------- |
| Portugal   | 1                |               |            |            |
| Francuska  | 2                |               | zlatna     | 220.000    |
| UK         | 2                | 27            | platinasta | 500.000    |
| Kanada     | 3                |               | platinasta | 200.000    |
| Nizozemska | 4                |               | platinasta | 100.000    |
| Njemačka   | 5                |               | zlatna     | 450.000    |
| Japan      | 5                |               | zlatna     | 200.000    |
| Norveška   | 6                | 11            |            |            |
| Švedska    | 6                | 7             | platinasta | 80.000     |
| USA        | 6                | 17            | platinasta | 1.500.000  |
| Austrija   | 8                | 28            | zlatna     | 35.000     |
| Italija    | 36               |               |            | 100.000    |
| Švicarska  |                  |               | platinasta | 60.000     |